# Askeladden

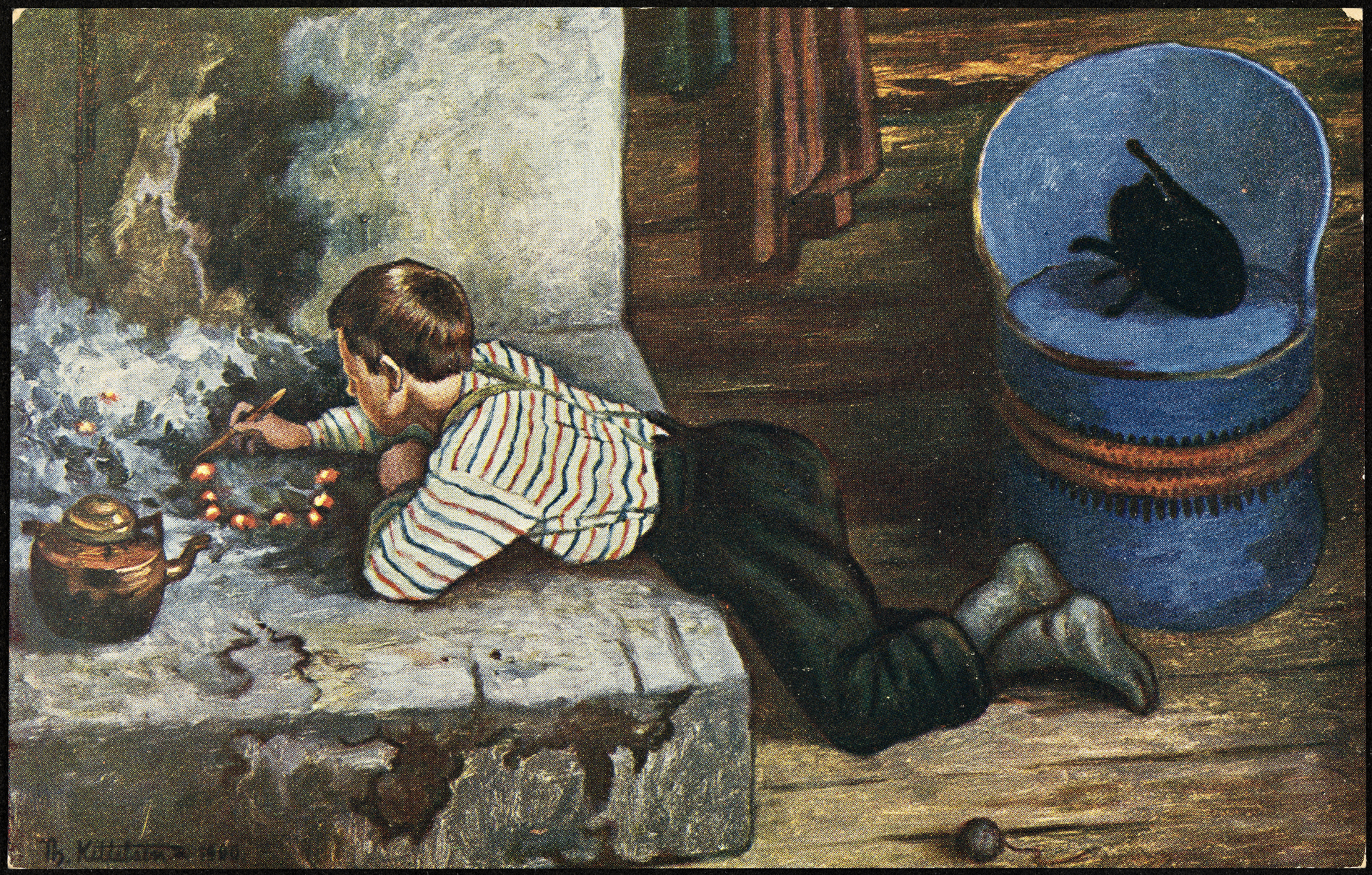
Askeladden, vu par Theodor Kittelsen, 1900

Askeladden (littéralement : « le garçon des cendres » en norvégien bokmål ; Oskeladden en nynorsk) est un personnage récurrent dans de nombreux contes populaires norvégiens. C'est le prototype du jeune garçon oisif (il passe le plus clair de son temps à rêvasser près du feu ou à jouer dans les cendres, d'où son nom), méprisé par ses frères aînés. Bien que n'ayant apparemment ni talent ni ambition particuliers, il s'avère pourtant plus doué qu'il n'en a l'air et finit par réussir là où les autres ont échoué, obtenant par exemple la main de la princesse et la moitié du royaume.
Jusqu'à un certain point, c'est l'équivalent masculin du personnage plus connu de Cendrillon ; il rappelle aussi l'anti-héros russe Ivan Zapetchnik (Ivan De-derrière-le-poêle).
Comme pour Cendrillon, le nom de ce héros varie suivant les auteurs.  Le nom d'Askeladden appartient aux versions littéraires des contes norvégiens, le nom original du héros étant plutôt Oskefisen ou Askefis (celui qui reste assis à souffler sur les cendres). Dans la première édition des Contes d'Asbjørnsen (1843), il est appelé Askepott (équivalent norvégien de Cendrillon) ; c'est Moltke Moe (en) qui le renommera plus tard Askeladden.

## Contes populaires
Dans beaucoup de contes, Askeladden est le plus jeune de trois frères, et celui qui parait le moins susceptible de réussir dans la vie. Les autres auront une capacité qui les rend exceptionnels, comme le fait d'être très cultivé. En contraste, Askeladden sera montré comme un bon à rien, solitaire et excentrique, aimant passer des heures devant le feu à attiser les braises.
Suivant un modèle classique de conte, le plus vieux des frères va tout d'abord tenter d'accomplir l'action héroïque qui permettra de résoudre un gros problème, comme sauver une princesse. Il va essayer par des moyens conventionnels de réussir, ainsi que le deuxième frère après lui, mais tous deux vont échouer. Puis, le cadet va venir, avec des solutions inventives. Il est plus intelligent, plus rusé et plus empathique. Il pourra par exemple tromper un troll ou obtenir un bateau viking enchanté qui l'emmènera chez la princesse.
Le personnage d'Askeladd, dans le manga Vinland Saga, suit le même archétype de manière revisitée.